# کلروتری‌فلوئورومتان
کلروتری‌فلوئورومتان (به انگلیسی: Chlorotrifluoromethane) با فرمول شیمیایی CClF۳ یک ترکیب شیمیایی با شناسه پاب‌کم ۶۳۹۲ است. که جرم مولی آن 104.46 g/mol می‌باشد. شکل ظاهری این ترکیب، گاز بی‌رنگ (با بوی شیرین) است.